# Czułość libelli
Czułość libelli – długość łuku, jaki zostaje wyznaczony ruchem pęcherzyka przy pochyleniu libelli o pewien kąt.
{\displaystyle t={\frac {s}{\alpha }},}
gdzie:
{\displaystyle t} – czułość libelli,
{\displaystyle s} – długość łuku,
{\displaystyle \alpha } – kat pochylenia libelli wyrażony w sekundach.
Po przeprowadzeniu stosownych przekształceń i redukcji, czułość libelli możemy określić również ze wzorów:
{\displaystyle t={\frac {R}{\rho ''}}}
oraz
{\displaystyle t={\frac {d}{P}}.}
Czułość libelli jest odwrotnie proporcjonalna do przewagi libelli i wprost proporcjonalna do promienia krzywizny łuku libelli.
Czułość libelli zależy od jej przewagi oraz długości pęcherzyka, dokładności oszlifowania wewnętrznej powierzchni ampułki libelli, właściwości cieczy wypełniającej ampułkę (lepkość, rozszerzalność), temperatury.